# Сельское поселение «Деревня Михальчуково»
Се́льское поселе́ние «Деревня Михальчуково» — муниципальное образование в Медынском районе Калужской области Российской Федерации.
Административный центр — деревня Михальчуково.

## История
Статус и границы сельского поселения установлены Законом Калужской области от 1 ноября 2004 года № 369-ОЗ «Об установлении границ муниципальных образований, расположенных на территории административно-территориальных единиц „Думиничский район“, „Кировский район“, „Медынский район“, „Перемышльский район“, „Сухиничский район“, „Тарусский район“, „Юхновский район“, и наделении их статусом городского поселения, сельского поселения, муниципального района».

## Население
| 2010 | 2012 | 2013 | 2014 | 2015 | 2016 | 2017 |
| ---- | ---- | ---- | ---- | ---- | ---- | ---- |
| 744  | ↘735 | →735 | ↘732 | ↗737 | ↘722 | ↘718 |
| 2018 | 2019 | 2020 | 2021 |      |      |      |
| ↗722 | ↗736 | ↘718 | ↘615 |      |      |      |

## Состав сельского поселения
| № | Населённый пункт | Тип населённого пункта          | Население |
| - | ---------------- | ------------------------------- | --------- |
| 1 | Выдровка         | деревня                         | ↗5        |
| 2 | Киреево          | деревня                         | →0        |
| 3 | Корнеево         | деревня                         | ↗21       |
| 4 | Малое Дарьино    | деревня                         | ↗2        |
| 5 | Михальчуково     | деревня, административный центр | ↘208      |
| 6 | Радюкино         | деревня                         | ↘492      |
| 7 | Хорошая          | деревня                         | ↘5        |
| 8 | Чукаево          | деревня                         | ↗4        |
| 9 | Шугурово         | деревня                         | ↗7        |